# Вильбуа-Лавалет
Вильбуа́-Лавале́т (фр. Villebois-Lavalette) — коммуна во Франции, находится в регионе Пуату — Шаранта. Департамент — Шаранта. Административный центр кантона Вильбуа-Лавалет. Округ коммуны — Ангулем.
Код INSEE коммуны — 16408.
Коммуна расположена приблизительно в 410 км к юго-западу от Парижа, в 125 км южнее Пуатье, в 21 км к юго-востоку от Ангулема.

## Население
Население коммуны на 2008 год составляло 747 человек.
| 1962 | 1968 | 1975 | 1982 | 1990 | 1999 | 2008 |
| ---- | ---- | ---- | ---- | ---- | ---- | ---- |
| 672  | 663  | 772  | 749  | 765  | 730  | 747  |

## Климат
Климат океанический. Ближайшая метеостанция находится в городе Коньяк.
| Показатель                        | Янв. | Фев. | Март | Апр. | Май  | Июнь | Июль | Авг. | Сен. | Окт. | Нояб. | Дек. | Год   |
| --------------------------------- | ---- | ---- | ---- | ---- | ---- | ---- | ---- | ---- | ---- | ---- | ----- | ---- | ----- |
| Средний суточный максимум, °C     | 8,7  | 10,5 | 13,1 | 15,9 | 19,5 | 23,1 | 26,1 | 25,4 | 23,1 | 18,5 | 12,4  | 9,2  | 17,7  |
| Средняя температура, °C           | 5,4  | 6,7  | 8,5  | 11,1 | 14,4 | 17,8 | 20,2 | 19,7 | 17,6 | 13,7 | 8,6   | 5,9  | 12,5  |
| Средний суточный минимум, °C      | 2,0  | 2,8  | 3,8  | 6,2  | 9,4  | 12,4 | 14,4 | 14,0 | 12,1 | 8,9  | 4,7   | 2,6  | 7,8   |
| Норма осадков, мм                 | 80,4 | 67,3 | 65,9 | 68,3 | 71,6 | 46,6 | 45,1 | 50,2 | 59,2 | 68,6 | 79,8  | 80,0 | 783,6 |
| Источник: Relevé météo des Cognac |      |      |      |      |      |      |      |      |      |      |       |      |       |

## Администрация
| Период | Период | Фамилия           | Партия        | Примечания                     |
| ------ | ------ | ----------------- | ------------- | ------------------------------ |
|        | 1997   | Пьер Фужер        | Разные правые | врач, член генерального совета |
| 1997   | 2008   | Кристиан Вериссон |               |                                |
| 2008   |        | Патрик Фонтено    |               | банковский служащий            |

## Экономика
В 2007 году среди 390 человек в трудоспособном возрасте (15—64 лет) 290 были экономически активными, 100 — неактивными (показатель активности — 74,4 %, в 1999 году было 68,5 %). Из 290 активных работали 261 человек (129 мужчин и 132 женщины), безработных было 29 (12 мужчин и 17 женщин). Среди 100 неактивных 26 человек были учениками или студентами, 42 — пенсионерами, 32 были неактивными по другим причинам.

## Достопримечательности
- Церковь Сен-Ромен (XII век). Памятники истории с 2012 года[3]
- Замок Вильбуа-Лавалет[фр.] (XII век). Памятники истории с 2005 года[4]
- Крытый рынок (XVII век). Памятники истории с 1948 года[5]

## Фотогалерея

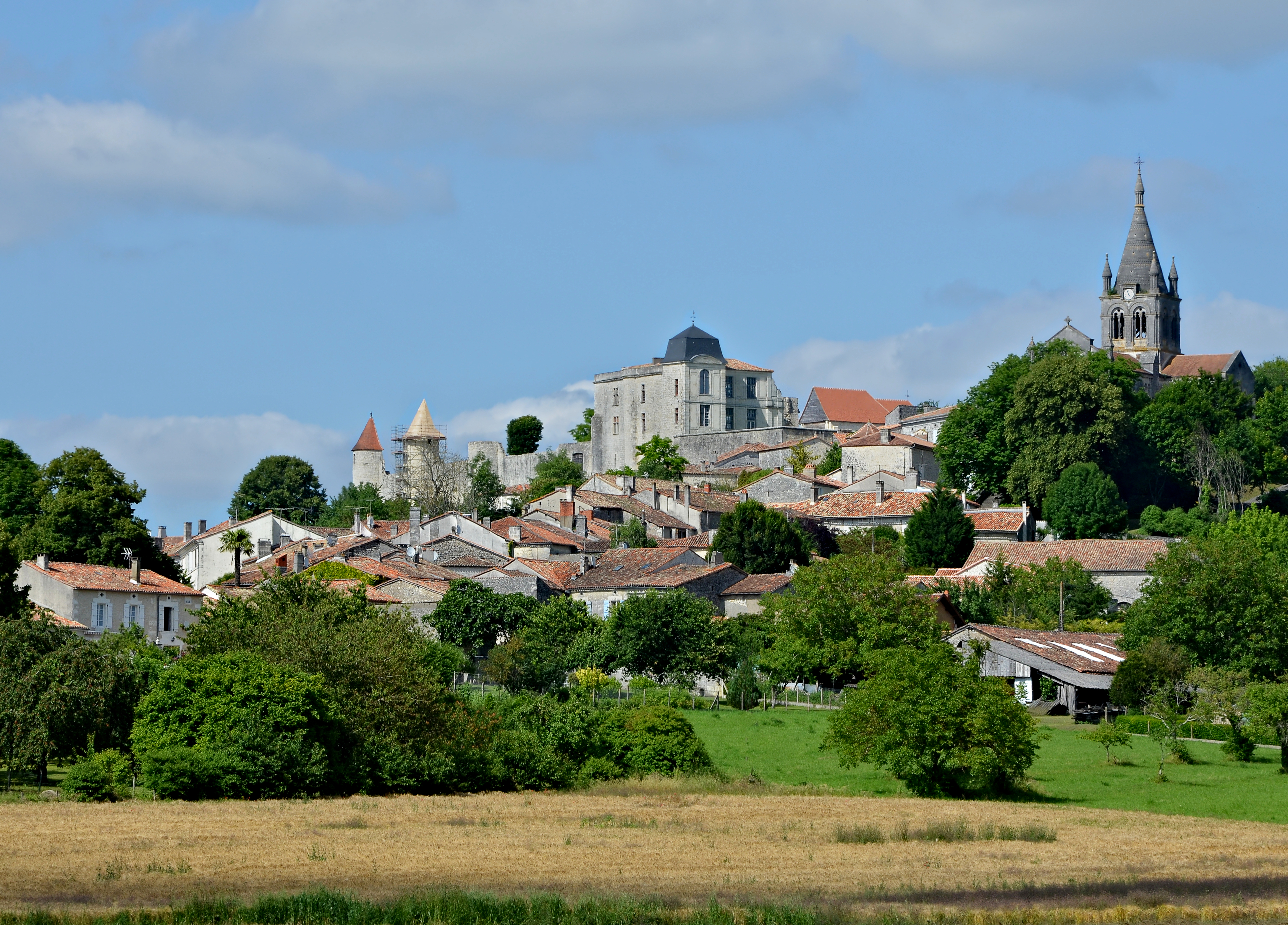
Вильбуа-Лавалет
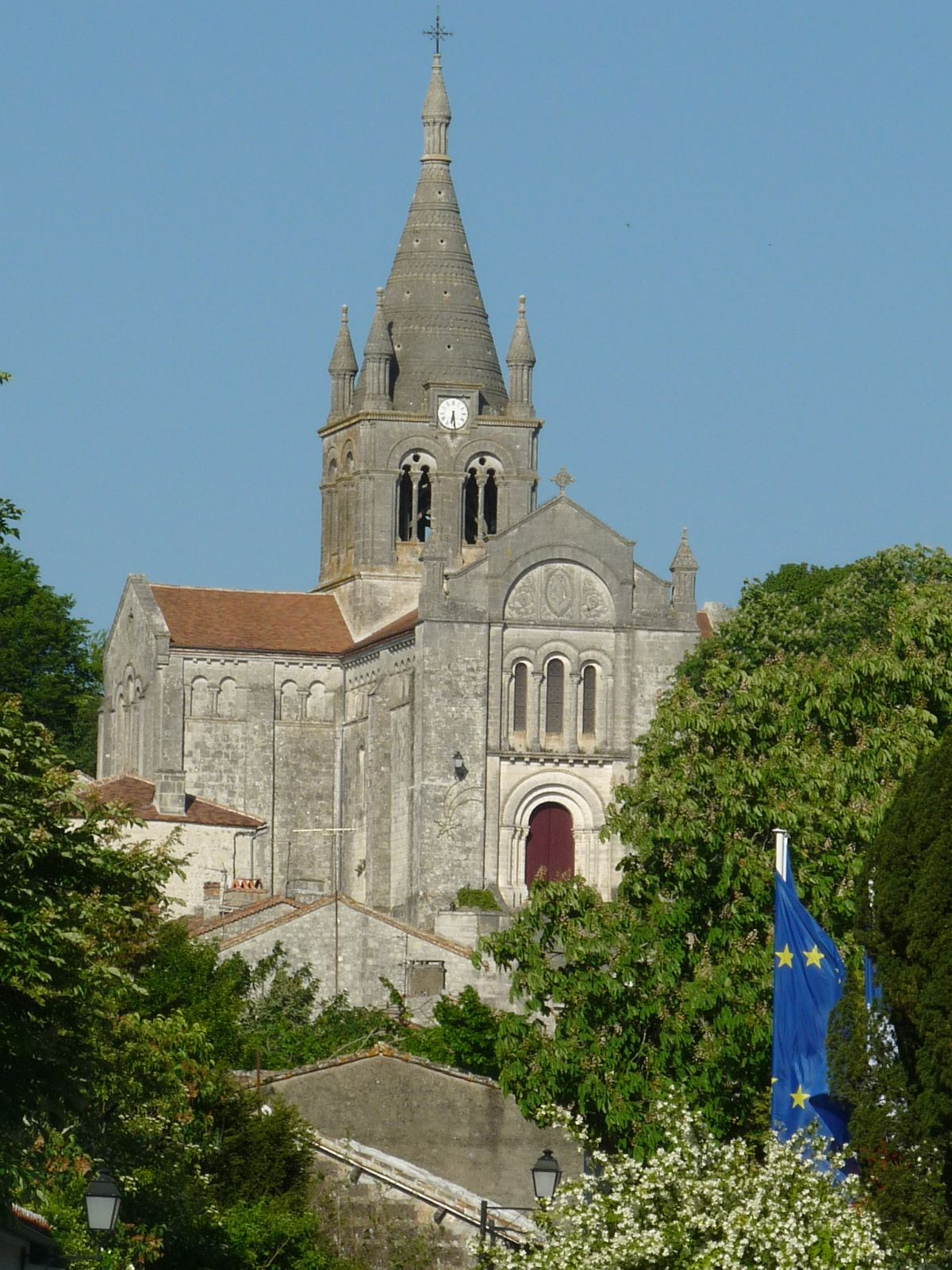
Церковь Сен-Ромен
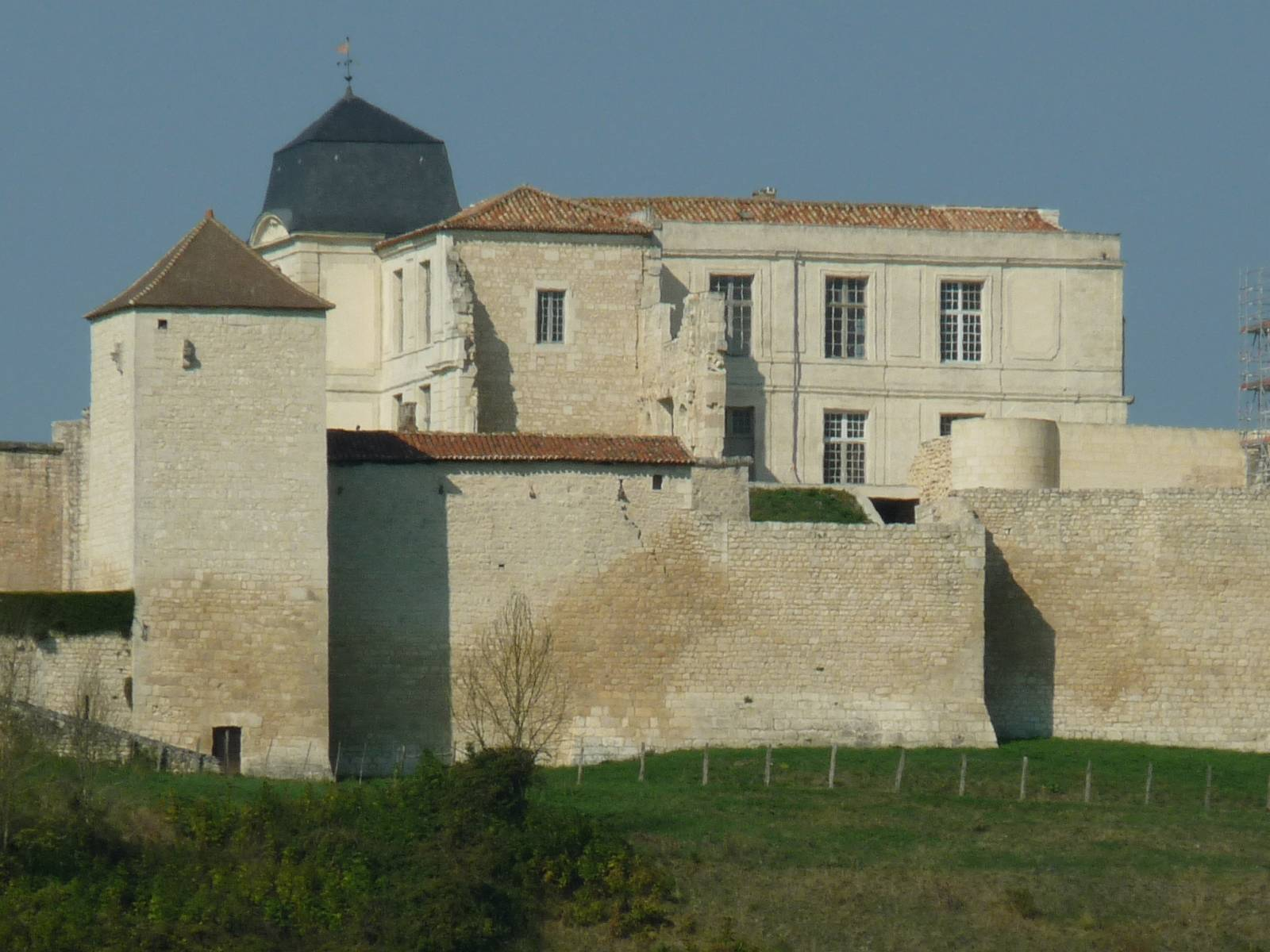
Замок Вильбуа-Лавалет
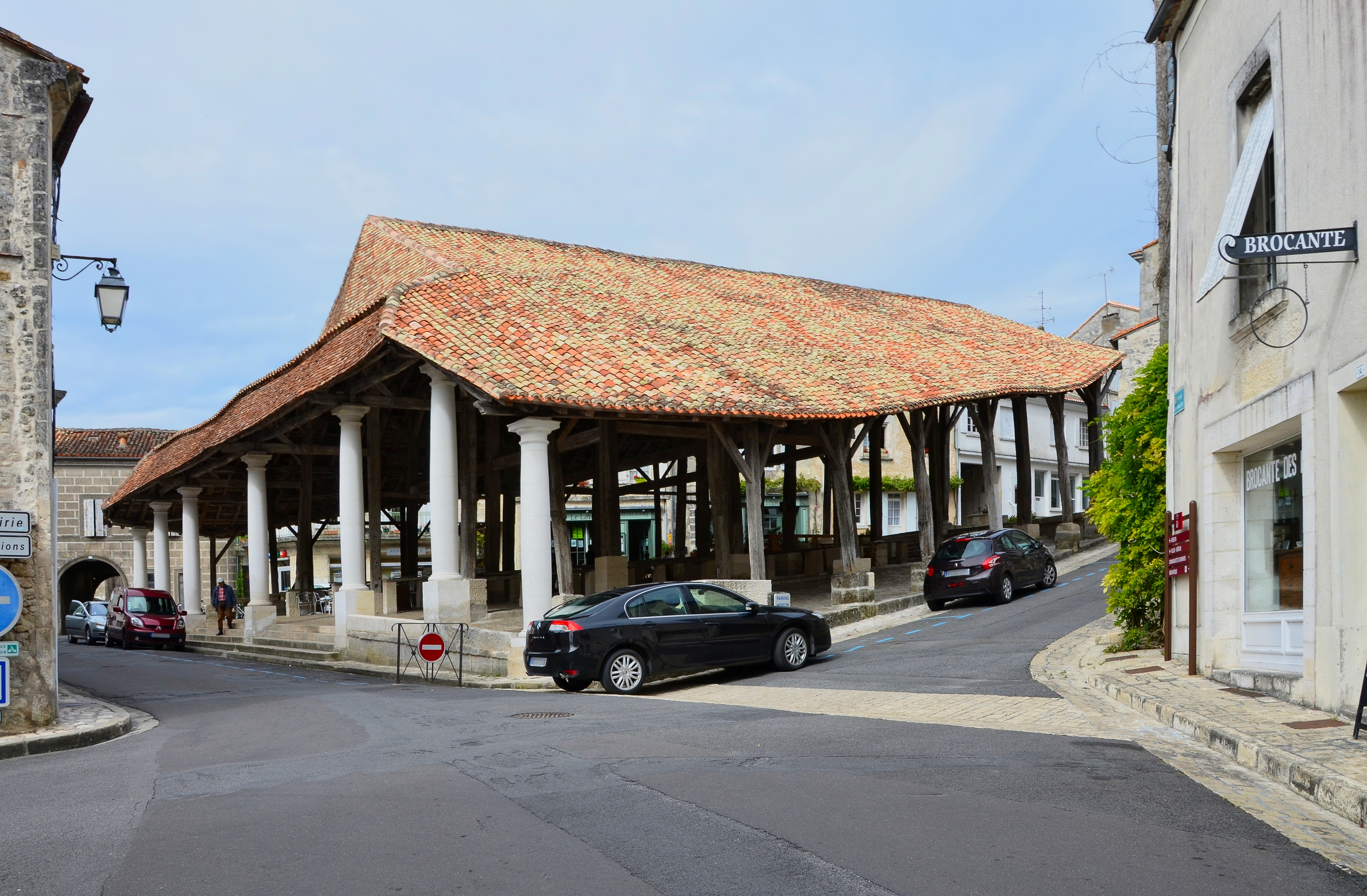
Крытый рынок